# 星崎村
星崎村（ほしざきむら）は、かつて愛知県愛知郡にあった村。
現在の名古屋市南区の一部（本星崎町・南野・星崎など）に該当する。

## 歴史
- 1878年（明治11年） -
  - 南野村、大江新田、繰出新田、八左衛門新田が合併し、星崎村となる。
  - 本地村、水袋新田、宝生新田、豊宝新田が合併し、本星崎村となる。
- 1889年（明治22年）10月1日 - 星崎村と本星崎村が合併し、星崎村が発足。
- 1906年（明治39年）5月10日 - 笠寺村、鳴尾村と合併し、笠寺村が発足。同日星崎村は廃止。
- 1921年（大正10年）8月22日 - 笠寺村が名古屋市に編入され、名古屋市南区の一部となる。